# John Cooper (homme politique)
John Matthew Cooper est un homme politique et journaliste du Parti conservateur écossais, député de Dumfries et Galloway depuis 2024.

## Carrière
Cooper commence sa carrière en travaillant pour le journal hebdomadaire Stranraer and Wigtownshire Free Press en 1984. Il est ensuite rédacteur en chef en 2019. Il a également travaillé au Irish Daily Mail et au Scottish Daily Mail.
Cooper est choisi comme candidat du parti pour Dumfries et Galloway pour les élections générales de 2024 pour remplacer le titulaire Alister Jack qui ne se représente pas. Il a auparavant travaillé pour Jack en tant que conseiller spécial en relations avec les médias.